# Zhennan (socken i Kina, Guangxi)
Zhennan (kinesiska: 振南, 振南乡) är en socken i Kina. Den ligger i den autonoma regionen Guangxi, i den södra delen av landet, omkring 110 kilometer nordost om regionhuvudstaden Nanning.
Genomsnittlig årsnederbörd är 2 090 millimeter. Den regnigaste månaden är juni, med i genomsnitt 346 mm nederbörd, och den torraste är januari, med 46 mm nederbörd.